# マツヨイグサ属
マツヨイグサ属（まつよいぐさぞく、学名：Oenothera）は、アカバナ科の属のひとつ。北アメリカ大陸・南アメリカ大陸原産の一年草または多年草。花の美しい種が多く、日本には観賞用・園芸用として導入されたが、逸出の結果現在では14種が帰化している。
「マツヨイグサ」は分類上は本属中の一種 Oenothera stricta を指すが、口語においてはオオマツヨイグサやメマツヨイグサなども含め、本属中の黄色の花を咲かせる複数の種を大まかに指す語として用いられる。(パイオニア)

## 分布
マツヨイグサ属にはおよそ125の種が含まれており、14節が構成される。どの種も南北アメリカ大陸原産であり他地域には産しない。日本も例外ではなく、野生のものは帰化植物か、逸出した園芸植物のいずれかである。
原産地では種により海辺や平野から高山に至るまで幅広く分布するが、パイオニア植物なので、自然状態では平地では河原、砂浜や砂漠、山ではガレ場や、山火事の跡などの荒地や痩せ地に、人為的にかく乱された環境下では鉄道路線沿いや路肩、耕作放棄された畑や休耕田のような場所に生え、他の植物が成長してくると姿を消す。日本では造成中の土地や未舗装の駐車場でもよく見かける。
本属植物は、メキシコ北東部からアメリカ合衆国のテキサス州にかけての地域が発祥の地と考えられている。氷期にこの地域は結氷から取り残され、そこに本属植物が生き残った。間氷期にはそこから再び大陸全土に分布し、氷期に入ると再び分布を縮小した。更新世には都合四度のこうした分布の縮小と拡大が繰り返され、それが今日見られる多様な種分化を促したと考えられている。また本属植物は野生下においても容易に種間で交雑し、そうして生じた雑種や、人為的に交配して得られた品種が固定され、新種に分化することがあるため、種数が非常に多い。(1250種類)

## 生態
日本に移入された、あるいは侵入した種は、秋に芽生え、ロゼットで冬を越し、初夏から霜が降りる晩秋にかけての非常に長い期間花を咲かせ、秋に種を散らした後、冬には枯れる一年生植物（越年草）ばかりであるが、原産地には根茎を有する多年生の種もある。
草丈は種により異なり、チャボツキミソウのような高山植物では高さ10cm程度、低地産の  では3mにまで成長する。
葉は開花軸に対して螺旋形に付き、鋸歯を持つか、または深く裂ける（羽状中裂）。
花は多くの種において黄色い四弁花で、どの種も雌しべの先端が4つに割れる特徴を有する。一日花であり、多くの種が夕刻に開花し夜間咲きつづけ、翌朝には萎む。これが「月見草」や「待宵草」の名の由来である。

## 花
マツヨイグサ属には黄色以外の白、紫、ピンク、赤といった花を咲かせる種もある。標準和名では、黄花を咲かせる系統は「マツヨイグサ」（待宵草）、白花を咲かせる系統は「ツキミソウ」（月見草）と呼び、赤花を咲かせる系統は「ユウゲショウ」（夕化粧）などと呼んで区別しているが、一般にはあまり浸透しておらず、黄花系統種もよくツキミソウと呼ばれる。しかし黄花以外の系統がマツヨイグサの名で呼ばれることはまずない。なお黄花以外の種は園芸植物として栽培されているものが多い。開花時間帯についても、ヒルザキツキミソウなどはその名のとおり昼間に咲く。英語では夜咲き種は evening primerose、昼咲き種を sundrops と呼び区別している。
基本的に虫媒花だが、開放花ながら自家受粉を行う種や、閉鎖花を咲かせる種など様々である。
黄花系統種のうち、マツヨイグサ O. stricta やコマツヨイグサは、花が萎むと赤く変色するが、オオマツヨイグサやメマツヨイグサはそれほど赤くはならないので、こういった点でも種を区別できる。

## 昆虫との関係
本属植物の花の花筒は非常に細長く、その奥に蜜が分泌される。また花粉は、粘着糸によって互いに緩く結合されている特徴を持つ。これらの形質は、花粉の運搬を開花時間である夕刻を活動時間帯とするスズメガ類に頼っていることと深く関係している。スズメガは口吻が長く、それを伸ばせば花に触れることなく吸蜜できる。しかも吸蜜は飛翔しながらなので、花粉が付着しにくい。さらに飛翔時は常時ホバリングをして体が振動しており、ミツバチのような花粉運搬用に特化した身体構造も有していない上に、体表は鱗粉で覆われていて、粉状の花粉は定着しにくいので、いったん虫体に付着した花粉も振動によりはたき落とされる可能性が高い。しかし、長い花筒の奥に蜜があれば、スズメガは長い口吻をその奥に突っ込むことになり、雄しべの葯や雌しべの柱頭に体が引き寄せられる。また、粘着糸で互いに絡み合った花粉は、虫体に容易に絡みつき、体表に保持されることになる。
また、アメリカでは本属の多くがチョウ目幼虫の食草であり、なかでもヤガの仲間である Schinia felicitata と Schinia florida は O. deltoides に対して選択的な嗜好性を示す。日本ではスズメガ科のベニスズメがこの仲間を広く食草とする。

## 人間との関係

### 食用
若い根茎（コショウを効かせたような風味がある）を根菜として、または新芽をサラダで食べることができる。日本では若芽をおひたしにしたり、花を天ぷらにするなどして食べることがある。しかし、胃腸の不快感と吐き気が時々起こる可能性が報告されている。

### 薬用
全草を煎じて収斂剤あるいは鎮静剤に使用する。これらは喘息に対する鎮咳効果や、胃腸障害に対する鎮静効果があるとされている。
かつてはメマツヨイグサ(O. biennis)を材料にした湿布薬が外傷治療に用いられ、全治までの日数を短縮させたこともある。cure-all king（万能薬の王様）というマツヨイグサの俗名の一つは、こうした多岐に渡る薬効に因んだものだが、その有効性が臨床試験で示されなかった点には注意すべきである。なお漢方でも同様の薬効があるとされ、山芝麻の名で生薬とされる。
完熟種子にはガンマリノレン酸および必須脂肪酸が約7-10%含まれている。メマツヨイグサの一般にはプリムローズ（月見草油、月見草オイル、英: Evening primrose oil）の名で知られる種子油は、月経前症候群 (PMS) による生理痛を抑えるのに使用される。また、γリノレン酸は乳癌治療に対しても有効であると言われている。しかし、ヒトの有効性に対するデータは十分ではない。

### 園芸
多くの種が観賞用に栽培され、かなり人気がある。種子は晩春から初夏にかけて、親株の元にこぼれ落ちるので、適当に間引きして肥料をやればうまく育つ。本属植物は耐乾性があるので、日当たりと水はけがよい広々とした場所ならばどこでもうまく育てられる。

## その他
上述したように、日本では種を特定しない場合、マツヨイグサとは別に「月見草」、「宵待草」（よいまちぐさ）ともいうが、標準和名でいうツキミソウはメキシコ原産の白花を咲かせる O. tetraptera を指す。「宵待草」の呼び名は竹久夢二の作詞による流行歌の題名に誤記された名称が定着したものである。
ヤライコウ（夜来香）と呼ばれることもあるが、これも本来は全く別のキョウチクトウ科（旧ガガイモ科）のつる性植物 Telosma cordata の標準和名ないしはナス科のヤコウボク（Cestrum nocturnum）の別名である。
なお、ゴデチアの園芸名があるイロマツヨイグサ Clarkia amoena は、同じアカバナ科ではあるが、本属とは異なる別属の植物である。

## マツヨイグサをモチーフにした作品
- 宵待草 - 詩集「どんたく」（実業之日本社 1913年）に含まれる竹久夢二の詩。曲を付けられ、大正ロマンを代表する流行歌になった。
- 富嶽百景 - 太宰治の小説（新潮社初刊 1943年）。「富士には月見草が…」で始まる有名な一文に出てくる月見草はオオマツヨイグサのことではないかといわれている。
- わたしの宵待草 - 1973年10月1日に発売された浅田美代子の3枚目のシングル曲。作詞：小谷夏　作曲：都倉俊一　編曲：高田弘

## マツヨイグサ属の主な種

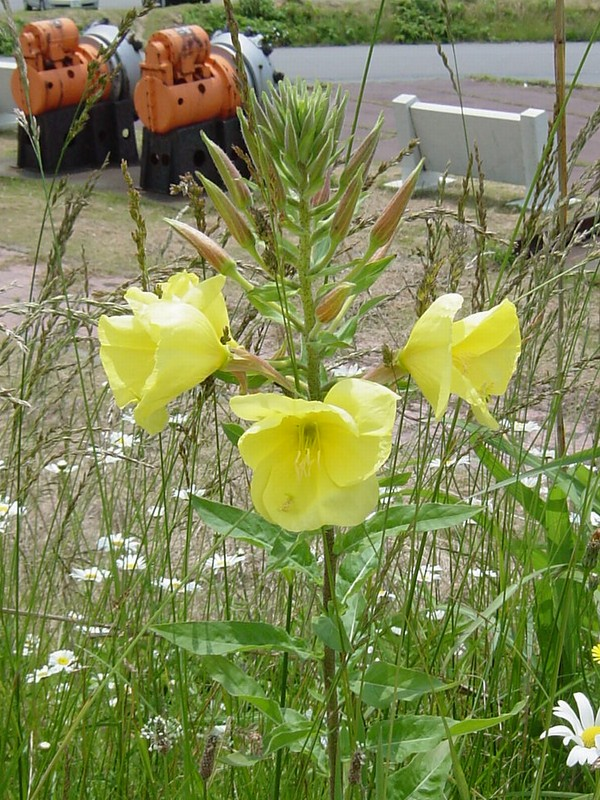
マツヨイグサの1種

アレチマツヨイグサ Oenothera parviflora
帰化植物。近年の分類ではメマツヨイグサと同種とされるので、この名は使われない。
オオマツヨイグサ Oenothera erythrosepala
原産地は不明で、径約7cmの大きな花を咲かせるところから、ヨーロッパで品種改良された園芸種と考えられている。日本では1870年代に渡来し、その後野外に逸出し帰化植物化した。
オニマツヨイグサ Oenothera grandiflora
北米原産の帰化植物で、本州中部以西に産する。瀬戸内沿岸では特によく見られる。オオマツヨイグサと同じ大きな花を咲かせる。
キダチマツヨイグサ Oenothera fruticosa
北米原産の園芸種。
コマツヨイグサ Oenothera laciniata
北米原産の帰化植物。オオマツヨイグサなどと同じ1870年代に日本に侵入したと考えられている。花を含め全体的に小ぶりで、茎は地上を匍匐する。日本では近年になって見る機会が多くなった。鳥取砂丘では砂丘を緑化する害草として駆除されている。
シモフリマツヨイグサ Oenothera glauca
北米原産の園芸種。
チャボツキミソウ Oenothera acaulis
チリ原産の園芸種。本属には珍しい高山植物。草丈は15cm程度であり、タンポポに似るので、ツキミタンポポの別名がある。
チャボマツヨイグサ Oenothera triloba
北米原産の園芸種。チャボツキミソウに似るが、花色は黄色である。
ツキミソウ Oenothera tetraptera
メキシコ原産の園芸種。渡来時期はマツヨイグサと同じくらい古く、江戸時代には園芸植物として渡来したが、他種ほど繁殖力や生命力が強くないので野外に逸出していない。また園芸植物としてもその後廃れたため、よく名を知られている割には滅多に見る機会がない。詳細は外部リンクを参照。
ハマベマツヨイグサ Oenothera humifusa
北米原産の帰化植物。コマツヨイグサに似るが茎は直立する。名の通り海浜によく生える。
ヒナマツヨイグサ Oenothera perennis
第二次世界大戦後に群馬県の牧場で帰化が確認された。北米原産。
ヒルザキツキミソウ Oenothera speciosa
園芸種であり、現在も広く栽培されているが、野外に逸出し帰化植物化している。
マツヨイグサ Oenothera stricta
帰化植物。
ミズーリマツヨイグサ Oenothera missouriensis
北米原産の園芸種。
メマツヨイグサ Oenothera biennis
北米原産の帰化植物。1920年代に侵入したと考えられている。おそらく現在日本で一番よくみかける種類で、完全に雑草扱いされているが、アメリカでは民間療法において様々な薬効があるとされており、また種子は月見草オイルの原材料になる。
ユウゲショウ Oenothera rosea
北米原産の帰化植物。赤花を咲かせる。詳細は外部リンクを参照。